# Amaarae
Amaarae, pseudonimo di Ama Serwah Genfi (New York, 4 luglio 1994), è una cantante statunitense di origini ghanesi.

## Biografia
Amaarae ha debuttato nel 2017 nell'industria discografica con l'EP Passionfruit Summers. Il suo album in studio d'esordio, intitolato The Angel You Don't Know, è stato accolto positivamente da Pitchfork. Si è fatta conoscere con la hit Sad Girlz Luv Money, diventata virale su TikTok e che successivamente ha fatto l'ingresso in classifica di diversi mercati, tra cui Canada, Regno Unito e Stati Uniti d'America. Il brano è stato certificato platino dalla Music Canada e Recording Industry Association of America, per aver venduto rispettivamente 80 000 e un milione di unità.
Al primo disco ha fatto seguito Fountain Baby, uscito nel giugno 2023; progetto sufficiente da fruttarle una nomination per l'MTV Europe Music Award al miglior artista africano. Un anno più tardi viene pubblicato un secondo EP, dal titolo Roses Are Red, Tears Are Blue - A Fountain Baby.

## Discografia

### Album in studio
- 2020 – The Angel You Don't Know
- 2023 – Fountain Baby
- 2025 – Black Star

### EP
- 2017 – Passionfruit Summers
- 2024 – Roses Are Red, Tears Are Blue - A Fountain Baby

### Singoli
- 2018 – Sounds from the Trees (con Kay-Ara, Jaw P e Temple)
- 2019 – Like It
- 2020 – Leave Me Alone
- 2020 – Fancy
- 2020 – Money & Laughter (con Boj e Zamir)
- 2021 – Sad Girlz Luv Money (feat. Kali Uchis)
- 2023 – Reckless & Sweet
- 2023 – Co-Star
- 2024 – Angels in Tibet
- 2024 – Sweeeet